# アクス川

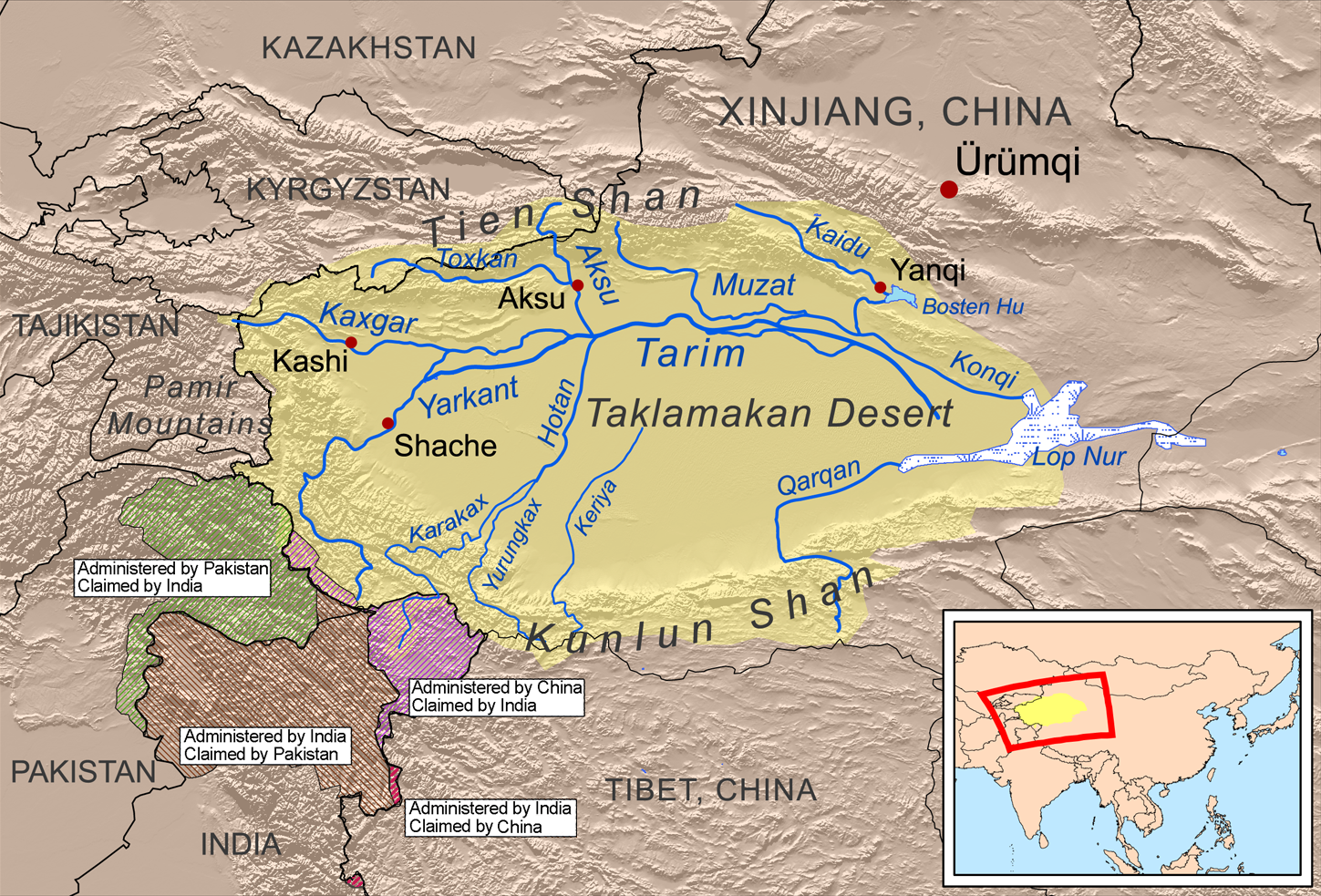
タリム盆地を流れるアクス川

アクス川（ウイグル語: ئاقسۇ دەرياسى / ақсу дәряси / Aqsu deryasi、中国語: 阿克蘇河）とは、中国の新疆ウイグル自治区とキルギスのイシク・クル州アクス市を流れる川である。天山山脈西部から流れるタシカン川とクマリマ川が合流してアクス川となる。「アクス」はテュルクの言語で「白い水」を意味する言葉で、キルギス側ではシャリザズ川(キルギス語: Сары-Жаз)と呼ばれる。

## 流域
アクス川の水源は、キルギス領のハン・テングリ山の北西の斜面に存在する。河川は南西に流れて高山を通過し、中国の新疆ウイグル自治区に含まれるタリム盆地北部に入り込む。アクス市に至って西から流れるタシカン川と合流し、水流はさらに南に向かう。アクト県でアクス川はヤルカンド川、ホータン川と合流してタリム川となる。
勝利渠などのアクス川の水を利用したダム、用水路が多く建設され、水利施設を利用した農業が盛んに行われている。